# Grande Incêndio de Hinckley
O Grande Incêndio de Hinckley  foi uma devastação dos pinheiros das florestas de Minnesota, em setembro de 1894, que queimou uma área de pelo menos 200.000 acres (810 km2; 310 sq mi) (talvez mais do que 250 000 hectares [1 000 km2; 390 sq mi]), incluindo a cidade de Hinckley. Os registros das mortes oficialmente registradas foram de 418 embora o número real de mortes provavelmente tenha sido maior.

## Consequências
O incêndio destruiu a cidade de Hinckley (que na época tinha uma população de mais de 1 400 habitantes), bem como os pequenos assentamentos próximos de Mission Creek, Brook Park, Sandstone, Miller, Partridge e Pokegama. 

O número exato de fatalidades é difícil de determinar. O relatório do legista oficial contou 413 mortos, enquanto o monumento oficial do incêndio registra 418. Um número desconhecido de nativos americanos e habitantes do interior também foram mortos no incêndio; corpos continuaram a ser encontrados anos depois. Junto com o incêndio de 1918 em Cloquet (onde 453 foram mortos), é um dos mais mortíferos da história de Minnesota.